# Andreas Walzer
Andreas Walzer, född den 20 maj 1970 i Homburg, Tyskland, är en tysk tävlingscyklist som tog OS-guld i lagförföljelsen vid olympiska sommarspelen 1992 i Barcelona.